# Григорьев, Георгий Васильевич
Георгий Васильевич Григорьев (1898, Самарканд — 27 декабря 1941, Ленинград) — советский археолог, специалист по Средней Азии.

## Биография
Родился в 1898 году в Самарканде.
В 1917 году окончил Самаркандскую мужскую гимназию. Учился в Туркестанском восточном институте (ТВИ, 1922—1923), Среднеазиатском государственном университете (САГУ, 1927—1928), Ленинградском государственном университете (ЛГУ, 1928—1930). Окончил ЛГУ по специальности археолог-музеевед.
С 1929 года — научный сотрудник Государственной академии истории материальной культуры (ГАИМК). С марта 1931 года работал по совместительству в этнографическом отделе Русского музея.
Принял участие в кампании по борьбе с инакомыслием в ГАИМК, возглавляемой С. Н. Быковским, Ф. В. Кипарисовым и А. Г. Пригожиным. Брошюра Г. В. Григорьева «К вопросу о центрах происхождения культурных растений» (1932) печально известна как начало травли великого биолога Н. И. Вавилова с позиций марризма. Он писал:
Сущность ошибок Н. И. Вавилова в том, что он разделяет точку зрения индоевропейского языкознания… Реакционная шовинистическая западно-европейская лингвистическая теория производит индогерманцев от какого-то индогерманского пранарода, индогерманской расы… Н. И. Вавилов следует индоевропейской «теории» миграций, насквозь лживой и шовинистической… Остается пожалеть, что
весьма популярный в СССР академик… став на индогерманскую миграционистскую точку зрения, объективно поддерживает реакционную школу в социологии, как отечественную, так и заграничную. Этих «прегрешений» не было бы, если бы Вавилов немного подучился у великого теоретика Марра, а так он оказался ничем не лучше прочих буржуазных специалистов, которые «или вовсе не пользуются диалектико-материалистическим методом… или сдают свои позиции перед лицом буржуазной науки, относясь к ней недостаточно критически.
После выхода этой брошюры прекратились поездки Вавилова с экспедициями за рубеж. По мнению А. А. Формозова Г. В. Григорьев был лишь пешкой в большой игре.
После разгрома «школы Покровского» в ГАИМК (16 августа 1936 года арестован Ф. В. Кипарисов, а 30 января 1937 года — М. М. Цвибак) Г. В. Григорьев полностью перешёл на работу в этнографический отдел Русского музея, но перед Великой Отечественной войной вернулся в Институт истории материальной культуры (ИИМК) АН СССР (бывший ГАИМК).
Проводил в 1934—1937 годах раскопки городища Каунчи-Тепе, давшего название Каунчинской культуре.
Проводил раскопки Тали-Барзу в 1936—1940 годах. Г. В. Григорьев, исследуя поселение Тали-Барзу (6 км к югу от Самарканда), установил, что уже во II—I веках до н. э. ирригация (искусственное орошение) здесь получила широкое развитие.
В день начала блокады Ленинграда 8 сентября 1941 года защитил кандидатскую диссертацию на заседании Учёного совета ИИМК АН СССР на тему «Тали-Барзу как памятник домусульманского Согда».
Осенью 1941 года вместе с некоторыми другими археологами-«белобилетниками» отправлен на рытьё окопов. 7 ноября арестован по обвинению в пораженчестве по ст. 58-10, ч. 2 УК РСФСР («антисоветская агитация»). На участии в возведении оборонительных укреплений он произнес фразу: «Всё это бессмысленно, скоро мы все умрем с голоду». Умер 27 декабря во внутренней тюрьме УНКВД по Ленинградской области (Ленинград, ул. Воинова, 25). Тюремный врач констатировал «паралич сердца на почве истощения». За смертью обвиняемого следственное дело было производством прекращено. Автор доноса — Евгений Юрьевич Кричевский (1910—1942) был коллегой Г. В. Григорьева и погиб в блокаду. После войны официально Г. В. Григорьев числился среди жертв блокады. Несколько его работ коллегам удалось издать посмертно.

## Труды
- Григорьев Г. В. Архаические черты в производстве керамики горных таджиков. — Ленинград: Огиз, 1931. — 12 с. — (Известия Государственной академии истории материальной культуры; Т. X. Вып. 10).
- Григорьев Г. В. К вопросу о центрах происхождения культурных растений. — Ленинград: Огиз, 1932. — 23 с. — (Известия Государственной академии истории материальной культуры; Т. XIII. Вып. 9).
- Григорьев Г. В. Отчёт об археологической разведке в Янгиюльском районе УзССР в 1934 г. — Ташкент: Комитет Наук УзССР, 1935. — 48 с.
- Григорьев Г. В. Каунчи-тепа : (Раскопки 1935 г.) / Акад. наук СССР, Узб. филиал, Ин-т истории, языка и лит. — Ташкент: Изд-во Узб. филиала Акад. наук СССР, 1940. — 64 с.
- Григорьев Г. В. Городище Тали-Барзу // Труды Отдела Востока / Государственный Эрмитаж. — Ленинград, 1940. — Т. 2. — 337 с.
- Григорьев Г. В. Поселения древнего Согда // Краткие сообщения о докладах и полевых исследованиях Института истории материальной культуры. Вып. VI. — М.—Л.: Издательство Академии наук СССР, 1940. — С. 24-34.
- Григорьев Г. В. Тали-Барзу как памятник домусульманского Согда // Краткие сообщения о докладах и полевых исследованиях Института истории материальной культуры. Вып. XIII. — М.—Л.: Издательство Академии наук СССР, 1946. — С. 150-153.